# Espada y brujería

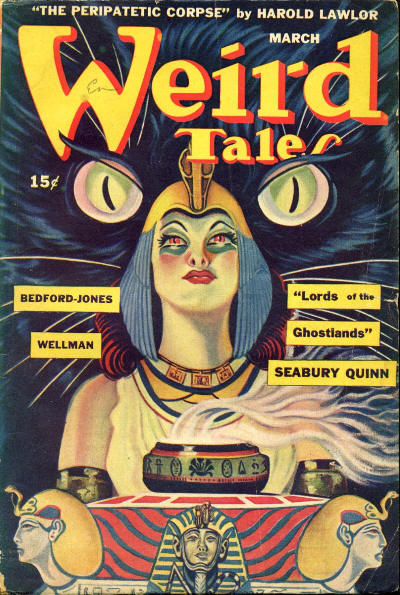
Ilustración original de la revista Weird Tales para The Peripatetic Corpse, relato de Harold Lawlor publicado en 1945.

La espada y brujería, conocida en Hispanoamérica como espada y hechicería (del inglés sword and sorcery), es un subgénero de la fantasía épica que describe las aventuras belicosas de héroes de larga vida en un pasado remoto y ficticio, generalmente aparentado con la antigüedad mítica aunque en ocasiones con elementos propios de la Edad Media, y especialmente sus batallas contra enemigos mágicos o sobrenaturales.
Los héroes de espada y brujería participan, en general, en conflictos emocionantes y violentos. Los elementos propios de este subgénero son lo sobrenatural, el romance y la magia. A diferencia de otras obras de fantasía épica, las historias de espada y hechicería, aunque también dramáticas, enfatizan mucho más las batallas personales del héroe que los peligros que puedan acechar al mundo en el que este habita.

## Definición del género

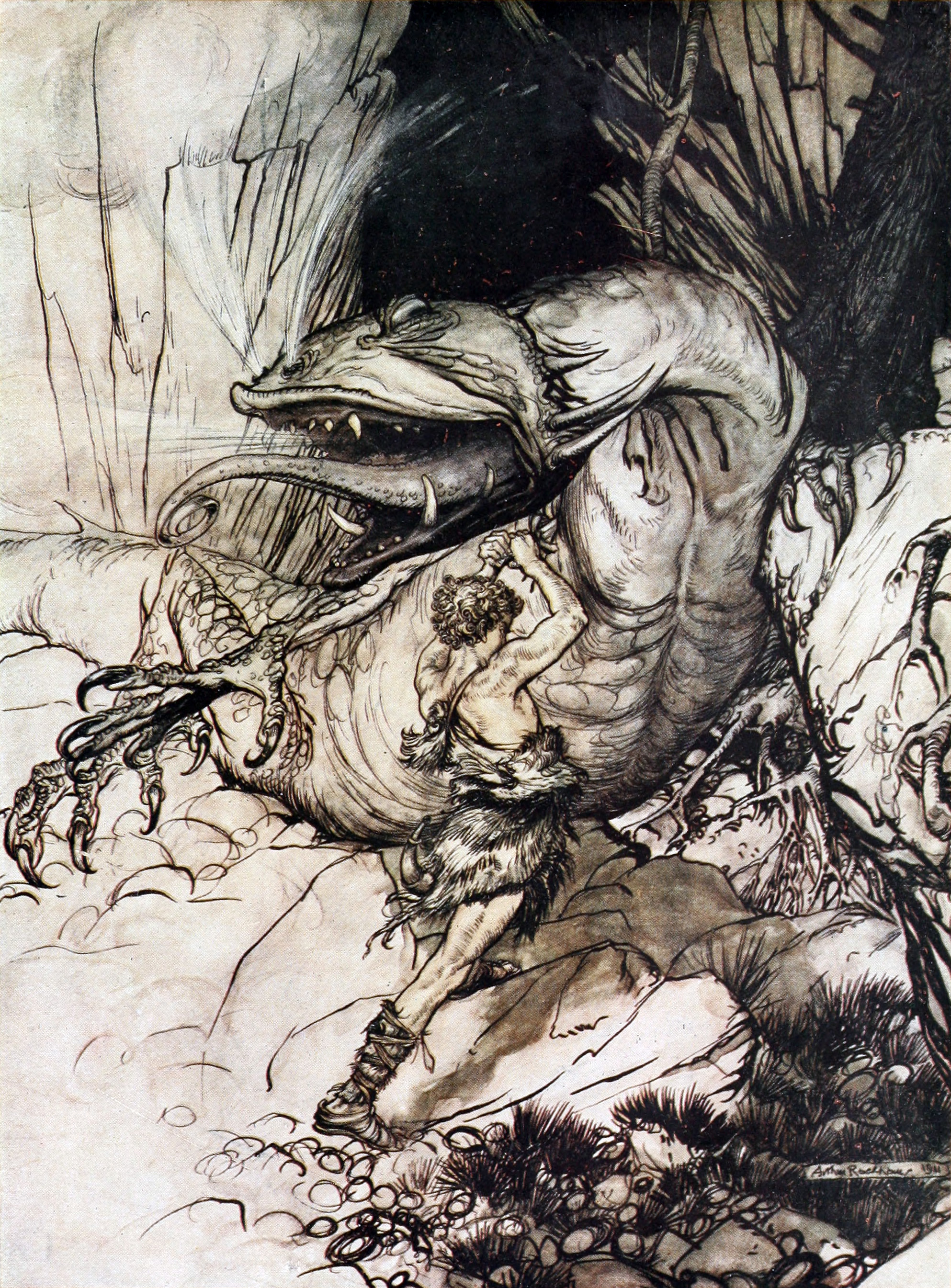
Sigurd matando al dragón Fafner, ilustración del artista inglés Arthur Rackham.

El término fue acuñado en 1961 cuando el escritor británico Michael Moorcock publicó una carta en el fanzine Amra, solicitando un nombre para el tipo de aventuras fantásticas de las historias escritas por Robert Ervin Howard. En un primer momento propuso el término fantasía épica. Sin embargo el célebre autor estadounidense de espada y brujería Fritz Leiber respondió el 6 de abril de 1961 en la revista Ancalagon, sugiriendo espada y hechicería como una buena fórmula popular para el género. Amplió esta idea en el número de julio de 1961 de la revista Amra al comentar:

"I feel more certain than ever that this field should be called the sword-and-sorcery story. This accurately describes the points of culture-level and supernatural element and also immediately distinguishes it from the cloak-and-sword (historical adventure) story—and (quite incidentally) from the cloak-and-dagger (international espionage) story too!"
"Estoy más seguro que nunca que a este género deberíamos llamarlo «espada y brujería». Es un término que describe con precisión tanto el nivel de civilización como el elemento sobrenatural, así como se distingue inmediatamente del género de capa y espada (aventura histórica) y (como consecuencia) del de capa y daga (espionaje internacional)"
Fritz Leiber, Amra, julio de 1961

Desde la creación del término se ha intentado en varias ocasiones redefinir lo que espada y hechicería es y representa. Aunque el debate yace en detalles muy específicos, el consenso general es que el género se caracteriza por una fuerte tendencia a acelerar la acción en relatos situados en un marco casi mítico o fantástico. Al contrario que en la alta fantasía, lo que está en juego suele ser personal y el peligro se limita al momento del que se está hablando.
Numerosos relatos de espada y brujería se han convertido en largas series de aventuras. Sus problemáticas y peligros menores para el mundo las hacen más verosímiles que la repetición de los peligros de la fantasía épica. Esto también se aplica a la manera de ser de los héroes; muchos protagonistas de espada y hechicería, viajeros por naturaleza, encuentran mortalmente aburrida la paz después de la aventura.  Esto es así hasta tal extremo que los héroes de la novela La Serpiente Uróboros, de Eric Rücker Eddison, no encuentran enemigos de su talla después de librar la última guerra y los dioses, en respuesta a sus oraciones, restauran la ciudad enemiga para que puedan luchar nuevamente la misma guerra.

## Fuentes de inspiración

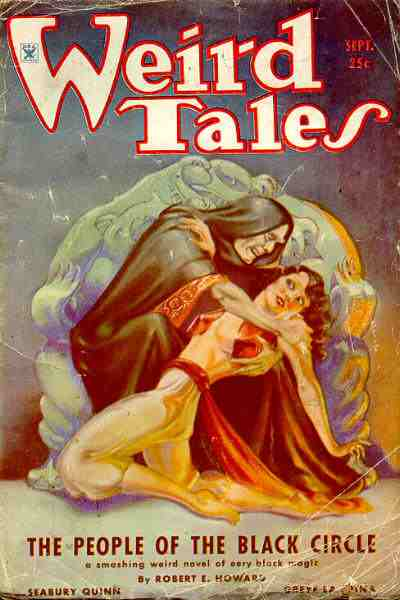
Cubierta de la revista Weird Tales ilustrando el relato de Howard El pueblo del círculo negro, publicado en los números de septiembre, octubre y noviembre de 1934.

## Obras representativas

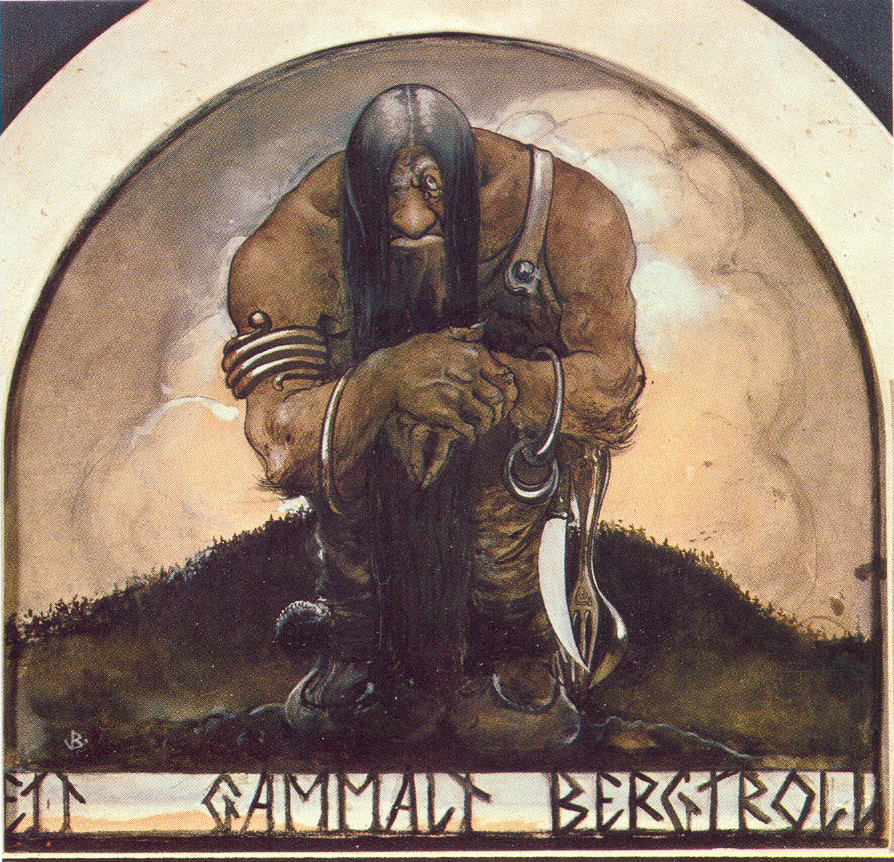
Un viejo trol de las montañas (Ett gammalt bergtroll), obra del artista sueco John Bauer.